# Ichneumon sulphureus
Ichneumon sulphureus là một loài tò vò trong họ Ichneumonidae.